# Sùng Nghĩa
 Sùng Nghĩa (tiếng Trung: 崇义县, Hán Việt:  Sùng Nghĩa huyện) là một huyện của địa cấp thị Cám Châu (赣州市), tỉnh Giang Tây, Cộng hòa Nhân dân Trung Hoa. Huyện này có diện tích 2197 km2, dân số năm 2003 là 197.000 người. 

## Hành chính
Sùng Nghĩa được chia ra làm 16 đơn vị hành chính cấp hương, gồm 6 trấn và 10 hương
- Trấn: Hoành Thủy (横水镇), Dương Mi (扬眉镇), Quá Phụ (过埠镇), Duyên Hán (铅厂镇), Trường Long (长龙镇), Quan Điền (关田镇)
- Hương: Long Câu (龙勾乡), Kiệt Bá (杰坝乡), Kim Khanh (金坑乡), Tư Thuận (思顺乡), Lân Đàm (麟潭乡), Thượng Bảo (上堡乡), Nhiếp Đô (聂都乡), Văn Anh (文英乡), Nhạc Động (乐洞乡), Phong Châu (丰州乡)